# Congrégation religieuse
Pour les articles homonymes, voir Congrégation.
Dans l'Église catholique, une congrégation religieuse est un institut de vie consacrée dont les membres font des vœux religieux, et sont regroupés autour d'un projet fondateur spirituel et pastoral. 

## Présentation
Les congrégations religieuses voient le jour vers la fin du XVIIe siècle et se consacrent principalement à l'enseignement des jeunes ou aux soins des malades. Elles peuvent être masculines, on parle alors de congrégation laïque masculine, ou féminines. On peut également distinguer celles qui sont de droit diocésain de celles qui sont de droit pontifical.
Les vœux solennels sont réservés aux ordres monastiques qui sont soumis à la clôture religieuse et à la récitation de l'office divin. Selon plusieurs papes puis pour le concile de Trente, les communautés religieuses de vœux simples sont considérées comme des agrégations de fidèles et non comme des instituts religieux. 
Les communautés d'hommes excluent formellement le sacerdoce pour leurs membres comme les frères des écoles chrétiennes. Parfois cependant, elles permettent que quelques-uns d'entre eux reçoivent l'ordination pour exercer la fonction d'aumônier dans des communautés comme pour les frères de l'instruction chrétienne de Ploërmel.
Les congrégations religieuses se multiplient particulièrement au XIXe siècle et beaucoup demandent leur reconnaissance pontificale. En 1816, le Saint-Siège commence à les approuver sans les reconnaître toutefois officiellement comme instituts religieux. À la demande du pape Pie IX, Mgr Giuseppe Andrea Bizzarri, secrétaire de la congrégation pour les évêques et les réguliers élabore en 1854 une procédure d’approbation des congrégations de vœux simples qui est communiquée aux évêques en 1861. Celle-ci prévoit qu'un évêque peut reconnaître un institut qui devient alors de droit diocésain et reste sous la tutelle de l'évêque du diocèse où il a été approuvé. L'institut peut ensuite demander une approbation au Saint-Siège pour devenir de droit pontifical. 
La distinction entre institut de droit diocésain et de droit pontifical est fixée définitivement le 8 décembre 1899 par la constitution apostolique Conditæ du pape Léon XIII.